# Северный Давао
Северный Давао (себ. Amihanang Dabaw, таг. Hilagang Dabaw) — провинция Филиппин, известная прежде как Давао, расположенная в регионе Давао на острове Минданао. Административный центр — город Тагум.

## География
Общая площадь Северного Давао — 3463,0 км².
Граничит с провинциями: Южный Агусан на севере, Букиднон и Южный Давао на западе, Долина Компостела на востоке. На юге в берега провинции вдается залив Давао, где вблизи города Давао, расположен остров Самаль, входящий в состав провинции. В этом же месте в залив впадает и река, носящее то же название, что и город, и провинция — Давао.
Рельеф провинции — горный, на границе между Северным и Южным Давао находится крупнейший вулкан Филиппин — Апо.

## История
До 1967 года существовало другое подразделение территории. Северный Давао, Южный Давао, Восточный Давао и Долина Компостела были первоначально одной провинцией, впоследствии были разделены. Все вышепречисленные провинции сегодня составляют один административный регион. В 1970-е годы в провинцию под названием Северный Давао входила и Долина Компостела, впоследствии она была отделена.

## Население
Численность населения — 945 764 жителей (2010). Плотность населения — 273,11 чел./км².
Разговорные языки — себуано и дабавено (см. Австронезийские языки, Филиппинские языки).

### Религия
Большинство населения провинции исповедуют католицизм. Административный центр провинции город Тагум является центром католической епархии Тагума.

## Административное деление
В административном отношении делится на 8 муниципалитетов и 3 города:
| №  | Город/Муниципалитет (русс.) | Город/Муниципалитет (ориг.) | Количество барангаи | Площадь, км² | Население, чел. (2010) |
| -- | --------------------------- | --------------------------- | ------------------- | ------------ | ---------------------- |
| 1  | Асунсион                    | (Asuncion)                  | 20                  | 304,22       | 55 844                 |
| 2  | Браулио Е. Духали           | (Braulio E. Dujali)         | 5                   | 91,00        | 28 339                 |
| 3  | Кармен                      | (Carmen)                    | 20                  | 166,25       | 69 199                 |
| 4  | Капалонг                    | (Kapalong)                  | 14                  | 830          | 68 261                 |
| 5  | Нью-Корелья                 | (New Corella)               | 21                  | 321,48       | 50 699                 |
| 6  | Панабо (город)              | (Panabo City)               | 40                  | 251,23       | 174 364                |
| 7  | Самал (город)               | (Samal City)                | 46                  | 301,30       | 95 874                 |
| 8  | Сан-Исидро                  | (San Isidro)                | 13                  | 112,54       | 25 548                 |
| 9  | Санто-Томас                 | (Santo Tomas)               | 19                  | 152,55       | 109 269                |
| 10 | Тагум (город)               | (Tagum City)                | 23                  | 195,8        | 242 801                |
| 11 | Талаингод                   | (Talaingod)                 | 3                   | 722,18       | 25 566                 |

## Экономика
Северный Давао — аграрная провинция, но здесь также развита и горнодобывающая промышленность, лесоразработки, коммерческое рыболовство. Основные сельскохозяйственные культуры — рис, кукуруза (маис), бананы, абака, кофе, фрукты, корнеплоды. По производству бананов провинция держит лидерство в стране, по производству риса — на острове Минданао.
В провинции имеются значительные запасы золота, серебра, меди, серы, стройматериалов (песка и гравия). В основном предприятия по добыче этих минеральных ископаемых сосредоточен в северной части провинции. В экономике здесь играет большую роль и туристический бизнес, особенно широко известен пляжами и курортами острова Самаль, куда из близлежащего порта Давао ходят суда. Здесь же расположена известная жемчужная ферма, где выращивают высококачественный искусственный жемчуг.